# Allodemis pullatana
Allodemis pullatana is een vlinder uit de familie van de bladrollers (Tortricidae). De wetenschappelijke naam van de soort is, als Tortrix pullatana, voor het eerst geldig gepubliceerd in 1902 door Pieter Snellen.

## Type
- syntypes: ongespecificeerd
- instituut: RMNH, Leiden, Nederland
- typelocatie: "Indonesia, Java"